# 로돌프 실드레이어스
로돌프 윌리엄 실드레이어스(Rodolphe William Seeldrayers, 1876년 12월 16일 ~ 1955년 10월 7일)는 독일 출신의 벨기에의 전 4대 국제 축구 연맹의 회장이다.

## 일생과 경력
1876년 뒤셀도르프에서 태어났으며, 브뤼셀 자유대학에서 법학을 공부하며 스포츠 활동과 인연을 맺게 되었다. 19세에 벨기에 왕립 축구 협회의 창단 일원이 되었으며, 4년 동안 회계원으로 일한 뒤 25년 동안 축구 행정에 대한 조언가 역할을 맡았다. 연설가로서의 재능으로 인하여 1914년 국제 축구 연맹에 협회의 대표자로 참석하였으며, 1927년 국제 축구 연맹의 부회장에 선출되었다.
1899년 스포츠 잡지 '라 비 스포르티브'에서 저널리스트로 활동하며 칼럼을 썼다. 10여년 이후 국가 체육 위원회를 설립하였으며, 벨기에 올림픽 위원회와 합병된 이후인 1946년에 알베르 드 리녜의 뒤를 이어 회장이 되었다. 앤트워프에서 열린 1920년 하계 올림픽에서 기술부 총무로 있었으며, 이후 몇 번의 하계 올림픽에서 상소 심판 위원회의 일원으로 활동하였다.
제2차 세계 대전 동인 벨기에 올림픽 위원회의 일원으로서 나치 독일로부터의 스포츠의 독립을 주장하였으며, 전쟁 이후인 1946년에 국제 올림픽 위원회의 일원으로 참여하였다.
1955년 쥘 리메가 국제 축구 연맹의 회장에서 물러나자 회장 자리를 이어받게 되었으며, 1954년 FIFA 월드컵부터 대회의 텔레비전 중계가 가능하도록 하는 데 큰 공헌을 하였다. 1946년 7월 25일 국제 축구 연맹 의회에서 당시 '빅토리'라는 이름으로 불렸던 FIFA 월드컵 트로피의 명칭을 '쥘 리메 컵'으로 변경하는 결의를 통과시켰으며, 그가 회장으로 있는 동안 국제 축구 연맹은 85개의 회원을 거느린 채 창립 50주년을 맞이하였다.
국제 축구 연맹의 회장으로 취임한 지 1년 뒤인 1955년 10월 7일 병으로 사망하였으며, 연맹의 결정으로 준공식적인 장례식을 치렀다. 사후 국제 올림픽 위원회의 일원으로 선출되었다.

## 같이 보기
- FIFA 회장 목록